# Tony Lakatos
Tony Lakatos (Budapest, 1958. november 13. –) magyar dzsesszszaxofonos. Németországban, Frankfurtban él.

## Pályafutása
Tony Lakatos a Lakatos-dinasztiából, ismert hegedűművészek családjából származik (ősei között van Bihari János is). Édesapja a híres cigány hegedűművész, Lakatos Sándor volt. Fiatalabb testvére, Roby Lakatos is hegedül. Hatéves korában Tony Lakatos tanulmányait szintén hegedűvel kezdte. Tizenhét évesen szaxofonra váltott. 1979-ben végzett a budapesti Bartók Béla Zeneművészeti és Hangszerészképző Gyakorló Szakgimnázium Jazz Tanszakán.
1979-ben Athénban rögzítette első lemezét. 1980 óta lép fel Németországban, leginkább Toto Blanke zenekarában, de Chris Beierrel és Milan Svobodával is.
1993-tól 2021-ig a hr-Bigband tagja volt, akikkel szólistaként 2008 körül dupla albumot rögzítettek a Porgy és Bess új feldolgozásaival. A big bandben végzett munkája mellett továbbra is fellépett saját együtteseivel, amelyekben például Randy Brecker, Joanne Brackeen és Dick de Graaf, George Mraz és Al Foster is játszott. A „Let's Get Lost” című albumot Heinz-Dieter Sauerborn, Axel Schlosser, Günter Bollmann és a Mingus Big Band ritmusszekciójával mutatta be. A „HomeTone” című albuma 2012-ben jelent meg.
Tony Lakatos játszott még Kenny Wheelerrel, Art Farmerrel, Chris Hinze-vel, Kirk Lightsey-vel, Joachim Kühnnel, Fritz Krisse-vel, Chris Beckersszel, Roberto Magris-szel, Jasper van't Hoffal és Peter Protschka-val. Dolgozott Philippe Caillat, Kitty Winter, Michael Sagmeister, Özay Fecht és Duško Gojković lemezein is.
Több éve játszik a frankfurti Red Hot Hottentots csapatában is. 2017 óta a Web Web együttesben.
Több mint 280 nagylemez és CD felvételében vett részt. Ő az első magyar zenész, akinek lemezei bekerültek a Gavin Report Top Tenbe az amerikai dzsesszrádiókon.
A cigány kisebbséghez tartozó Tony Lakatos 2010 áprilisában a Die Welt című német napilapnak adott interjújában panaszkodott a romák és a zsidók elleni fokozott diszkrimináció miatt a hazájában tapasztalható politikai jobbratolódás óta. Rámutatott, hogy ez a diszkrimináció nem volt annyira elterjedt a kommunista korszakban, mint manapság.

## Albumok
- https://www.discogs.com/artist/8509-Tony-Lakatos

## Díjak
- 2006: A Magyar Érdemrend tisztikeresztje
- 2020: a Hessischer Jazzpreis (Hesseni Jazz Díj − az egyik legjelentősebb elismerés Németországban).